# Équipe de France de football en 1928
Chronologie
Saison précédente Saison suivante
L'équipe de France joue sept matches en 1928 pour une victoire, un nul et cinq défaites. 
Dewaquez devient recordman des sélections.
À l'occasion des JO de 1928, la France nomme l'Anglais Peter Farmer au poste d'entraîneur. Il est l'adjoint des sélectionneurs Gaston Barreau et Jean Rigal.

## Les matchs
| Date            | Stade                                           | Adversaire           | Score | Comp | Buteurs français                        |
| 21 février 1928 | Stade Buffalo Montrouge, France                 | État libre d'Irlande | V 4-0 | A    | Nicolas (8e, 27e, 35e), Ouvray (88e)    |
| 11 mars 1928    | Stade de la Pontaise Lausanne, Suisse           | Suisse               | D 3-4 | A    | Lieb (60e), Seyler (80e), Nicolas (89e) |
| 15 avril 1928   | Stade olympique Yves-du-Manoir Colombes, France | Belgique             | D 2-3 | A    | Bardot (44e, 66e)                       |
| 29 avril 1928   | Parc des Princes Paris, France                  | Portugal             | N 1-1 | A    | Nicolas (44e)                           |
| 13 mai 1928     | Stade olympique Yves-du-Manoir Colombes, France | Tchécoslovaquie      | D 0-2 | A    | -                                       |
| 17 mai 1928     | Stade olympique Yves-du-Manoir Colombes, France | Angleterre           | D 1-5 | A    | Langiller (2e)                          |
| 29 mai 1928     | Stade Olympique Amsterdam, Pays-Bas             | Italie               | D 3-4 | JO   | Brouzes (15e, 17e), Dauphin (61e)       |

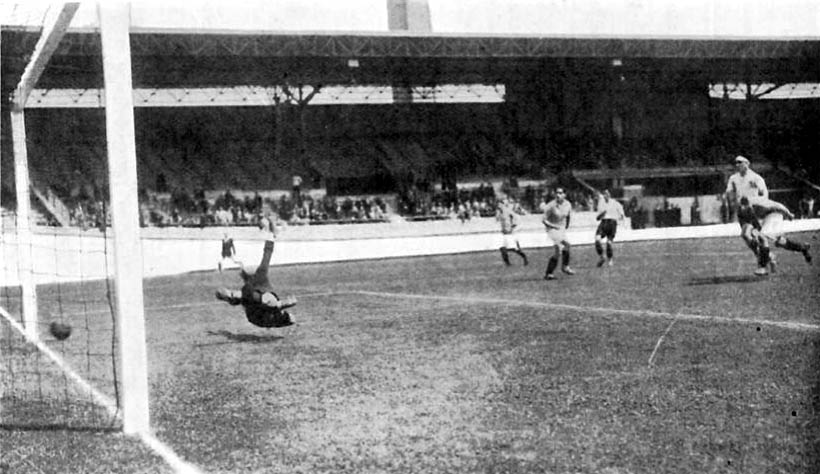
But français contre l'Italie.

A : match amical. JO : Jeux Olympiques.

## Les joueurs
| Joueurs                                                          |    |    |    |    |    |    |    |
| Gardiens de but                                                  |    |    |    |    |    |    |    |
| Alexis Thépot (FEC Levallois/Red Star Olympique)                 | 90 | 90 |    | 90 | 90 | 90 | 90 |
| Laurent Henric (FC Sète) (1re sélection)                         |    |    | 90 |    |    |    |    |
| Défenseurs                                                       |    |    |    |    |    |    |    |
| Urbain Wallet (Amiens AC)                                        | 90 | 90 | 90 | 90 | 90 | 90 | 90 |
| Marcel Domergue (Red Star Olympique) (dernières sélections)      | 90 | 90 | 90 |    | 90 | 90 | 90 |
| Jacques Wild (Stade français)                                    | 90 | 90 |    |    |    |    |    |
| Jacques Canthelou (FC Rouen) (2 dernières sélections)            |    |    |    | 90 |    | 90 |    |
| Milieux                                                          |    |    |    |    |    |    |    |
| Alexandre Villaplane (Nîmes Olympique)                           | 90 | 90 | 90 | 90 | 90 | 90 | 90 |
| Robert Dauphin (Stade français)                                  | 90 |    |    | 90 | 90 | 90 | 90 |
| Augustin Chantrel (Red Star Olympique) (1re sélection)           |    | 90 | 90 | 90 | 90 |    | 90 |
| René Kenner (CA Vitry) (1re et dernière sélection)               |    |    | 90 |    |    |    |    |
| Attaquants                                                       |    |    |    |    |    |    |    |
| Paul Nicolas (Red Star Olympique)                                | 90 | 90 | 90 | 90 | 90 |    | 90 |
| Guillaume Lieb (FC Mulhouse)                                     | 90 | 90 |    |    |    |    |    |
| Pierre Seyler (AS Strasbourg) (uniques sélections)               | 90 | 90 |    |    |    |    |    |
| Victor Farvacques (US Tourquennoise) (1re et dernière sélection) | 90 |    |    |    |    |    |    |
| Georges Ouvray (CA Paris) (1re et dernière sélection)            | 90 |    |    |    |    |    |    |
| Jules Dewaquez (Olympique de Marseille)                          |    | 90 | 90 | 90 | 90 |    | 90 |
| Maurice Gallay (Olympique de Marseille)                          |    | 90 | 90 |    |    |    |    |
| Marcel Langiller (CA Paris)                                      |    |    | 90 | 90 | 90 | 90 | 90 |
| Charles Bardot (AS Cannes)                                       |    |    | 90 |    |    | 90 |    |
| Juste Brouzes (Red Star Olympique) (dernières sélections)        |    |    |    | 90 | 90 | 90 | 90 |
| Henri Pavillard (Stade français) (1re sélection)                 |    |    |    | 90 | 90 | 90 | 90 |
| Jules Monsallier (Stade français) (1re sélection)                |    |    |    |    |    | 90 |    |